# Sturm auf Arnheim 1813
Der Sturm auf Arnheim war eine militärische Operation um Arnheim im Jahr 1813, die mit einem Sieg der Preußen über die Franzosen endete.

## Ausgangssituation
Im Rahmen des Winterfeldzugs Korps Bülow nach Holland wurde der General Oppen gegen Arnheim in Marsch gesetzt, um die strategisch wichtige Festung zu erobern. Bereits am 22. November 1813 wurde der Major Sandrart mit dem 1. Leib-Husaren-Regiment und dem Freikorps Reiche gegen Zütphen geschickt.
Die Abteilung des General Oppen erreichte am 23. November Doesburg. Der dortige Kommandant lehnte ein Kapitulation ab. Daraufhin wurde die Festung und Stadt mit einer Kanone und einer Haubitze beschossen. Die Kürassiere saßen ab und vertrieben die Besatzung. Das Collberger Füsilier-Bataillon erstieg die Wälle und öffnete das Tor. Die Franzosen flohen zur Schiffsbrücke über die Yssel, wurden aber von den Kürassieren verfolgt. Viele Franzosen wie auch der Kommandant wurden an der Brücke gefangen, einige flohen in die Stadt und wurden dort von der Infanterie gefangen genommen. Mit dem Kommandanten gingen drei Offiziere und 110 Mann in Gefangenschaft.
Am 24. November versuchte Major Sandrat einen Angriff auf Zütphen, der jedoch mit einem Verlust von 60 Mann an Toten und verwundeten abgewiesen wurde. Durch die Eroberung der Brücke konnten die Preußen unter Major Müller nun mit Artillerie über die Yssel setzen und Zutphen einschließen. Nach wenigen Schüssen am Abend kapitulierte die dortige Besatzung von 300 Mann.
Am nächsten Tag rückte er gegen Arnheim vor. Dort musste er feststellen, dass die Besatzung aus 3000 bis 4000 Mann bestand. Außerdem hatte man bereits die Brücken abgebaut und die Festung instand gesetzt. Daher beschloss man, auf Verstärkung zu warten. Die Zeit bis zum Eintreffen der Verstärkung nutzen die Belagerten am 25. zu Angriff auf den Posten in Velp und am 29. auf den in Lichtenbeck. Außerdem ließ der Kommandant die Rheinbrücke mit Stroh und Pech belegen, um sie schnell in Brand setzen zu können. Inzwischen war auch der Generalleutnant Bülow mit drei Brigaden bei den Belagerern angekommen. Auf die Nachricht, dass die Gräben teilweise trockengefallen waren, wurde beschlossen, die Stadt im Sturm zu nehmen.

## Sturm auf Arnheim
Die Preußen formierten am 30. November 1813 vier Kolonnen und griffen um 11:00 am Vormittag auf breiter Front mit dem Bajonett an. Die französische Kavallerie floh im Frühnebel und ließ 4000 Franzosen unter dem General Charpentier in der Festung zurück.
- 1. Kolonne unter Major Schmidt mit dem Ziel Rheintor: 2 Bataillone Infanterie, eine Eskadron Dragoner, 2 Kanonen
- 2. Kolonne Major Heidenreich, Ziel war das verschanzte Lager beim Rheintor: 4 Bataillone Infanterie, eine Kompanie Jäger, zwei Eskadron Dragoner, 2 Kanonen
- 3. Kolonne Major Reckow, Jahnstor: 3 Bataillone Infanterie, 4 Eskadron, 4 Kanonen
- 4. Kolonne Major Clausewitz, Velpertor: 2 Bataillone Infanterie, eine Kompanie Jäger, 1 Regiment Kavallerie, 10 Kanonen

Ferner führte der Major Colomb seine Detachement gegen das Gattertor am Rhein. Der damalige Major Röhl kommandierte die Artillerie.
Die Franzosen waren insbesondere beim verschanzten Lager und am Rheintor konzentriert. Dort scheiterte auch der erste Angriff der Preußen. Nach anfänglichem Widerstand und der Verwundung des Generals Charpentier flohen die Verteidiger über den Rhein.
Die preußische Reiterei unter von Oppen setzte so schnell nach, dass es nicht mehr gelang, die Brücke in Brand zu stecken. Viele Franzosen wurden in der Stadt gefangen, darunter der General Saint-Marie. Insgesamt wurden mehr als 1600 Mann sowie 40 Offiziere und zwei Generäle gefangen genommen. Die restlichen flohen in Richtung Nimwegen, wo sie im Dort Elst auf die Brigade Bigarre trafen.
Es waren ca. 700 Preußen gefallen oder verwundet. Die Stadt wurde noch zwei Tage nach versteckten Franzosen durchsucht.
Bereits am nächsten Tag marschierte General Bülow weiter nach Amerongen und anschließend nach Utrecht, General von Thünen wurde zum Kommandanten von Arnheim ernannt.
Der Erfolg wurde später in Liedern verewigt.